# 蒲池鑑盛
蒲池鑑盛（1520年—1578年12月7日），日本戰國時代至安土桃山時代的武將。筑後國南部的戰國大名。蒲池氏第16代、後蒲池第7代當主。與父親蒲池鑑久同樣，受大友義鑑下賜偏諱（「鑑」字）。

## 生平
在永正17年（1520年）出生。筑後守護大友氏配下，持有城池並有大名分的在地領主，擅長兵法，在筑前國、肥前國等地轉戰。
根據『西國盛衰記』記載，父親鑑久因為對將軍供奉有所怠慢而被討伐；天文12年（1543年），在鑑久死後，繼承下蒲池蒲池氏的家督。雖然父親因大友氏而死，不過並無怨恨主君，並繼續向大友義鑑、義鎮（宗麟）兩代臣從。
在龍造寺家兼和其曾孫隆信因為家臣團的反亂而被流放時，給予保護，並協助他們復歸。天文14年（1545年），在家兼的曾孫隆信被驅離肥前時，令隆信居於家兼曾居住過的蒲池領內三瀦郡一木村（現今大川市），並賜予3百石扶持，令家臣原野恵俊照顧。在隆信返回佐嘉時，令蒲池氏3百精兵護送隆信，結果隆信成功狩回本據地佐嘉城。
在毛利元就取代大內氏，制壓中國地方並開始向九州侵攻時，與大友宗麟在門司城戰鬥（門司城之戰），於此戰中出陣。永祿10年（1567年），在討伐得到元就支援而背叛大友氏的高橋鑑種時，亦有出陣。元龜元年（1570年），在與龍造寺隆信戰鬥的今山之戰中，與田尻親種一同受宗麟之命，乘上數十隻兵船渡過筑後川，並包圍龍造寺氏的村中城。在數度合戰中，得到宗麟的感狀。
天正6年（1578年），在薩摩國的島津氏與大友氏在日向國戰鬥（耳川之戰）時，作為大友軍的一翼參戰。雖然生病，亦與嫡子鎮漣、三男統安一同率領3千士兵出陣（『北肥戰史』）。不過已經繼承家督的鎮漣打算背離大友氏，於是以生病為口實，率領2千士兵返回柳川。而自身則留在大友軍中，在開戰後，大友軍崩潰，雖然率領約1千直屬士兵試圖攻入島津氏本營等不斷奮戰，不過亦無法動搖大勢，最終與統安一同戰死（『大友記』）。
菩提寺是崇久寺。法名松梅院殿長國覺久居士神儀。

## 子孫
庶長子鎮久的兒子貞久居住在佐賀藩的諫早，並生下蒲池姓、宇都宮姓的子孫。次子鎮漣（嫡子）的嫡子宗虎丸（久鎮）的名跡由蒲池鑑續繼承，筑後一族由蒲池姓、首藤姓、宇都宮姓等子孫存續，女兒德子與大友氏重臣朽網宗曆的兒子鑑房產下兒子，並再興蒲池名跡，其子孫有成為德川幕府最後西國郡代的旗本窪田鎮勝（蒲池鎮克），一族有蒲池姓、朽網姓、江口姓、鶴姓、窪田姓的子孫。次男宮童丸（經信）以大分大庄屋的身份，生下子孫。三男統安的兒子應譽成為瀨高來迎寺的僧侶，為了憑弔柳川藩祖立花宗茂的正室誾千代，在元和7年（1621年）建立柳川市的良清寺，其子孫再興蒲池的名跡，於江戶時代成為柳川藩主立花氏的家老。另外，歌手松田聖子（蒲池法子）的生家是良清寺蒲池家的子孫，松田聖子是幕末柳川藩的蒲池鎮之的玄孫。四男統康（統春）在龍造寺氏進攻柳川（柳川之戰）時戰死。

## 人物、逸話
- 如果沒有保護龍造寺家兼和隆信兩代，龍造寺氏可能會被消滅，亦不會得到後來的興隆。在『肥陽軍記』中記載「這裡有名為筑後國蒲池鑑盛的人，是於下筑後振威、武勇有名、長於和歌管弦、深情的人」（ここに筑後国蒲池鑑盛と云う人は下筑後にて威をふるい武勇のほまれ有り和歌管弦にも長じた情ふかい人なり），被評為「義心如鐵」（義心は鉄のごとし）。

- 在筑後國南部領有1萬2千町（約12萬石）的大身（日语：大身）（『大友幕下筑後領主附』）。以筑後十五城第一大名的身份，統轄筑後。改築柳川城（日语：柳川城），並取代原來的居城蒲池城（日语：蒲池城），開掘出現今柳川的觀光名所「水鄉」，柳川城被戲稱為「柳川三年肥後三月肥前筑前朝飯前」，成為九州第一、難攻不落的堅城，並令其成為蒲池氏（日语：蒲池氏）的本城。另外，亦建築風浪宮（日语：風浪宮）的本殿，並建立城下町，成為現今柳川市的雛型。

- 在耳川之戰中戰死的事，被『筑後國史』評為「可比湊川之戰中楠木正成狀烈的戰死」（湊川の戦いにおける楠木正成の壮烈な最期にも比せられる）。

## 外部連結
- 武家家伝＿蒲池氏 （页面存档备份，存于）